# Fabián Cerda
Fabián Alfredo Cerda Valdés (Santiago, Chile, 7 de febrero de 1989) es un futbolista chileno que juega como portero. Actualmente milita en Deportes La Serena de la Primera División de Chile.

## Trayectoria
Desde las inferiores en la Universidad Católica, debuta en el primer equipo. Fue el segundo arquero de la UC, detrás de Cristopher Toselli, tras la salida del que era el primer portero, que perdería la titularidad en sus últimos partidos, Paulo Garcés. Jugó todos los partidos como titular en la Copa Chile 2011. El 3 de septiembre de 2011, por los cuartos de final de la Copa Chile 2011, es figura tras tapar 2 penales a Audax Italiano, en aquel partido los cruzados pasaron a las semifinales del torneo.
El Torneo Apertura 2014 parte a préstamo a Cobresal. Por motivos personales vuelve a Universidad Católica para ser parte del plantel que disputará el Torneo Clausura 2015.
En julio de 2015, sin lugar en la Universidad Católica, ficha por Trasandino de la Segunda División.A fines de la temporada 2015-16, y luego de dedicarse un tiempo al rubro de la construcción, renueva su contrato.
En febrero de 2017, es dejado en libertad por Trasandino para probar suerte en el fútbol estadounidense. Tras rumores de ser contratado por el Atlanta United de la MLS, finalmente ficha por el Tulsa Roughnecks de la USL.
En febrero de 2019 regresa a su país natal, siendo contratado por Palestino de la Primera División Chilena. En diciembre de 2019, es anunciado como nuevo jugador de Curicó Unido con vistas a la temporada 2020. Luego del descenso del conjunto curicano en 2023, no renovó su contrato.
El 7 de febrero de 2024 es anunciado como el nuevo golero de Deportes Antofagasta de la Primera B chilena.Sin embargo, el 9 de junio del mismo año rescinde su contrato.El 9 de julio es presentado como nuevo jugador de Huachipato de la Primera División.

## Selección nacional

#### Sudamericano Sub-20 2009
Es nominado a la selección chilena sub-20 para disputar el Campeonato Sudamericano de 2009 de dicha categoría realizado en Venezuela, en dónde el conjunto nacional no superaría la fase de grupos tras solo lograr los 3 puntos en una victoria 2 a 0 frente Bolivia.

#### Adulta
Es nominado como segundo portero de la selección adulta para el amistoso contra España en Villarreal disputado el 19 de noviembre del 2008 en el El Madrigal, con un resultado a favor del equipo local por 3 a 0, en el cual Cerda sólo estuvo en el banco de suplentes.

## Estadísticas
| Club |               | Temporada     | Liga  | Liga  | Copas nacionales(1) | Copas nacionales(1) | Torneos internacionales(2) | Torneos internacionales(2) | Total | Total |
| Club | Part.         | Temporada     | Goles | Part. | Goles               | Part.               | Goles                      | Part.                      | Goles |       |
| --- | ------------- | ------------- | ----- | ----- | ------------------- | ------------------- | -------------------------- | -------------------------- | ----- | ----- |
| Universidad Católica · Chile | 1.ª           | 2009          | 1     | 0     | 1                   | -2                  | —                          | —                          | 2     | -2    |
| Universidad Católica · Chile | 1.ª           | 2010          | 0     | 0     | 3                   | 0                   | 0                          | 0                          | 3     | 0     |
| Universidad Católica · Chile | 1.ª           | 2011          | 1     | -2    | 10                  | -7                  | 1                          | -2                         | 12    | -11   |
| Universidad Católica · Chile | 1.ª           | 2012          | 0     | 0     | 8                   | -14                 | 0                          | 0                          | 8     | -14   |
| Universidad Católica · Chile | 1.ª           | 2013          | 0     | 0     | 0                   | 0                   | —                          | —                          | 0     | 0     |
| Universidad Católica · Chile | 1.ª           | 2013-14       | 0     | 0     | 6                   | -5                  | 0                          | 0                          | 6     | -5    |
| Universidad Católica · Chile | 1.ª           | 2014-15       | 4     | -7    | 4                   | -2                  | 0                          | 0                          | 8     | -9    |
| Universidad Católica · Chile | Total club    | Total club    | 6     | -9    | 32                  | -30                 | 1                          | -2                         | 39    | -41   |
| Deportes Puerto Montt · Chile | 2.ª           | 2011          | 0     | 0     | 0                   | 0                   | —                          | —                          | 0     | 0     |
| Deportes Puerto Montt · Chile | Total club    | Total club    | 0     | 0     | 0                   | 0                   | 0                          | 0                          | 0     | 0     |
| Trasandino · Chile | 3.ª           | 2015-16       | 29    | -36   | —                   | —                   | —                          | —                          | 29    | -36   |
| Trasandino · Chile | 3.ª           | 2016-17       | 15    | -20   | —                   | —                   | —                          | —                          | 15    | -20   |
| Trasandino · Chile | Total club    | Total club    | 44    | -56   | 0                   | 0                   | 0                          | 0                          | 44    | -56   |
| Tulsa Roughnecks Estados Unidos | 2.ª           | 2017          | 24    | -31   | 2                   | -2                  | —                          | —                          | 26    | -33   |
| Tulsa Roughnecks Estados Unidos | 2.ª           | 2018          | 30    | -60   | 0                   | 0                   | —                          | —                          | 30    | -60   |
| Tulsa Roughnecks Estados Unidos | Total club    | Total club    | 54    | -91   | 2                   | -2                  | 0                          | 0                          | 56    | -93   |
| Palestino · Chile | 1.ª           | 2019          | 17    | -23   | 1                   | -1                  | 2                          | -3                         | 20    | -27   |
| Palestino · Chile | Total club    | Total club    | 17    | -23   | 1                   | -1                  | 2                          | -3                         | 20    | -27   |
| Curicó Unido · Chile | 1.ª           | 2020          | 18    | -30   | —                   | —                   | —                          | —                          | 18    | -30   |
| Curicó Unido · Chile | 1.ª           | 2021          | 18    | -17   | 2                   | -2                  | —                          | —                          | 20    | -19   |
| Curicó Unido · Chile | 1.ª           | 2022          | 30    | -30   | 0                   | 0                   | —                          | —                          | 30    | -30   |
| Curicó Unido · Chile | 1.ª           | 2023          | 25    | -45   | 0                   | 0                   | 2                          | -2                         | 27    | -47   |
| Curicó Unido · Chile | Total club    | Total club    | 91    | -122  | 2                   | -2                  | 2                          | -2                         | 95    | -126  |
| Deportes Antofagasta · Chile | 2.ª           | 2024          | 12    | -15   | 0                   | 0                   | —                          | —                          | 12    | -15   |
| Deportes Antofagasta · Chile | Total club    | Total club    | 12    | -15   | 0                   | 0                   | 0                          | 0                          | 12    | -15   |
| Total carrera | Total carrera | Total carrera | 224   | -316  | 37                  | -35                 | 5                          | -7                         | 266   | -358  |
| (1) Incluye datos de Copa Chile (2009-2023) y Lamar Hunt U.S. Open Cup (2017-2018). (2) Incluye datos de Copa Libertadores (2009-2023) y Copa Sudamericana (2019). (3) No incluye goles en partidos amistosos. |               |               |       |       |                     |                     |                            |                            |       |       |

## Palmarés

### Campeonatos nacionales
| Título           | Equipo                    | País  | Año  |
| ---------------- | ------------------------- | ----- | ---- |
| Primera División | C.D. Universidad Católica | Chile | 2010 |
| Copa Chile       | C.D. Universidad Católica | Chile | 2011 |